# 小行星9178
小行星9178（英語：9178 Momoyo）是一颗围绕太阳公转的小行星。1991年2月23日，伊野田繁、浦田武在烏山町发现了此天体。
这颗小行星的绝对星等为17.48362484706114等。